# Holly Hills
Holly Hills es un lugar designado por el censo ubicado en el condado de Arapahoe en el estado estadounidense de Colorado. En el Censo de 2010 tenía una población de 2.521 habitantes y una densidad poblacional de 1.695,76 personas por km².

## Geografía
Holly Hills se encuentra ubicado en las coordenadas 39°40′4″N 104°55′18″O / 39.66778, -104.92167. Según la Oficina del Censo de los Estados Unidos, Holly Hills tiene una superficie total de 1.49 km², de la cual 1.49 km² corresponden a tierra firme y (0%) 0 km² es agua.

## Demografía
Según el censo de 2010, había 2.521 personas residiendo en Holly Hills. La densidad de población era de 1.695,76 hab./km². De los 2.521 habitantes, Holly Hills estaba compuesto por el 90.76% blancos, el 2.42% eran afroamericanos, el 0.4% eran amerindios, el 2.66% eran asiáticos, el 0.16% eran isleños del Pacífico, el 1.35% eran de otras razas y el 2.26% pertenecían a dos o más razas. Del total de la población el 6.27% eran hispanos o latinos de cualquier raza.